# Центральный (Рязанская область)
Центра́льный — посёлок городского типа в Милославском районе Рязанской области России. Административный центр и единственный населённый пункт Центрального городского поселения.

## География
Посёлок городского типа находится на расстоянии 20 км к северо-востоку от посёлка городского типа Милославское, административного центра района.

## История
Статус посёлка городского типа — с 1965 года.

## Население
| 1959  | 1970  | 1979  | 1989  | 2002  | 2009  | 2010  |
| ----- | ----- | ----- | ----- | ----- | ----- | ----- |
| 4614  | ↘2890 | ↘2106 | ↗2588 | ↘1960 | ↘1782 | ↗2159 |
| 2012  | 2013  | 2014  | 2015  | 2016  | 2017  | 2018  |
| ↘2144 | ↗2153 | ↗2190 | →2190 | ↗2219 | ↘2201 | ↘2185 |
| 2019  | 2020  | 2021  | 2023  |       |       |       |
| ↘2150 | ↗2171 | ↘1164 | ↘1121 |       |       |       |

## Экономика
Основное предприятие — исправительное учреждение ПЯ 401/1 (металлообработка). Новое наименование: ИК-1 УФСИН РФ.